# Sparkasse Oberösterreich
Die Sparkasse Oberösterreich Bank AG ist ein oberösterreichisches Bankunternehmen mit Sitz in Linz. 1990 erfolgte die Einbringung des Bankbetriebs in eine Aktiengesellschaft. Größte Aktionärin der Sparkasse Oberösterreich ist die Anteilsverwaltung Allgemeine Sparkasse (85,41 Prozent). Mit 10,00 Prozent ist die Erste Bank der österreichischen Sparkassen AG an der oö. Landessparkasse beteiligt. Kleinaktionäre sind: ASK Privatstiftung (3,15 Prozent), die Stadt Schwanenstadt (1,26 Prozent) und der Regionalfonds der Sparkasse Grieskirchen (0,18 Prozent).

## Allgemeines
Die Sparkasse Oberösterreich betreut rund 450.000 Kunden, beschäftigt rund 1700 Mitarbeiter und betreibt im gesamten Marktgebiet, welches Oberösterreich und das westliche Mostviertel umfasst, über 120 Filialstandorte. Für das Jahr 2024 weist die Sparkasse Oberösterreich eine Bilanzsumme von 15,5 Milliarden Euro aus.

## Geschichte
Getragen von Tradition und Sicherheit entwickelte sich die Sparkasse „von einer Einrichtung der Armutsvorsorge“ im Zentrum von Linz zur landesweit kundenstärksten Bank. Die Gründung als Vereinssparkasse erfolgte am 5. August 1849.
Seit ihrer Gründung setzt sich die Sparkasse für soziale Anliegen ein. Zudem wurden zahlreiche Infrastrukturprojekte in der Landeshauptstadt, wie zum Beispiel den Bau der neuen Donaubrücke im Jahr 1868, des Petrinums oder auch des Kaufmännischen Vereins und des Landesmuseums unterstützt.
Durch die Überdachung des Innenhofes in der Sparkassen-Zentrale an der Linzer Promenade entstand 1952 „Europas größter Kassensaal“. 1969 verwaltete die Sparkasse mit ihrem Schwerpunkt in Linz über 232.000 Sparbücher, sodass im Durchschnitt jede Linzerin und jeder Linzer ein Sparbuch bei der Allgemeinen Sparkasse besaß.

### Von der Sparkasse Linz zur Sparkasse Oberösterreich
1990 wurde das Bankgeschäft in eine Aktiengesellschaft eingebracht. Noch vor der Jahrtausendwende übernahm die Sparkasse Oberösterreich von der Erste Bank alle 50 Oberösterreich-Filialen, im Gegenzug beteiligte sich die Erste mit rund 26 Prozent an der inzwischen größten Bundesländersparkasse. Die Sparkasse Oberösterreich deckte mit ihren Filialen knapp vor der Jahrtausendwende zwei Drittel der Fläche Oberösterreichs ab.

## Soziales Engagement der Sparkasse Oberösterreich
Die Sparkasse Oberösterreich unterstützt seit der Gründung Soziales, Kultur und Sport in Oberösterreich. Es gibt langjährige Partnerschaften unter anderem mit dem Roten Kreuz, der Diakonie Österreich und den CliniClowns. Zu den gesponserten kulturellen Veranstaltungen zählen unter anderem die Linzer Klangwolke, das Linzer Krone Fest, das Musikfestival Steyr und das Theaterspectacel Wilhering. Im Sportbereich unterstützt die Sparkasse Oberösterreich die Schülerliga Volleyball und Fußball, die Jugendförderung sowie zahlreiche Laufevents.
Seit 2011 bietet die Sparkasse Oberösterreich mit der „Zweite Sparkasse“ in Oberösterreich Menschen in schwierigen finanziellen Lebenssituationen die Chance, ihr Geldleben dauerhaft in den Griff zu bekommen.

## Nachhaltigkeit in der Sparkasse Oberösterreich
Die Sparkasse Oberösterreich verfolgt eine ganzheitliche Nachhaltigkeitsstrategie auf Basis der drei Säulen: Environment (Umwelt), Social (Gesellschaft), Governance (Unternehmensführung) – kurz ESG. Die Sparkasse Oberösterreich hat sechs Handlungsfelder festgelegt, die sich in der täglichen Arbeit mit Kunden und Mitarbeiter wiederfinden.